# Rasterpunkt
Rasterpunkter er de enheder, et rasterbillede er opbygget af. Ordet går tilbage til de fintmaskede rasternet, der var på de fotografiske glasplader i fotografiets barndom. Ser man fx et avisbillede med lup, kan man se, at det er opbygget af små punkter, rasterpunkter, og derfor kaldes det et rasterbillede.
Gamle landkort er i stor udstrækning skannet ind til brug i digitale systemer. Da de er sammensat af rasterpunkter, omend i god opløsning, kaldes de rasterkort i modsætning til vektorkort, hvor alle linjestykker er beskrevet på vektorformat.